# ساداكو 3 دي
ساداكو 3 دي (باليابانية: 貞子3D) هي فيلم رعب ياباني، أنتج الفيلم عام 2012.

## الممثلون
- ساتومي إيشيهارا في دور: أكاني أيوكاوا
- كوجي سيتو في دور: تاكانوري اندو
- يوسوكي ياماموتو في دور: سيجي كاشيوادا
- ريوسي تاياما في دور: محقق كويسو
- أي هاشيموتو في دور: ساداكو يامامورا

## وصلات خارجية
- الموقع الرسمي
- ساداكو 3 دي على موقع IMDb (الإنجليزية)
- ساداكو 3 دي على موقع روتن توميتوز (الإنجليزية)
- ساداكو 3 دي على موقع ألو سيني (الفرنسية)
- ساداكو 3 دي على موقع Turner Classic Movies (الإنجليزية)
- ساداكو 3 دي على موقع أول موفي (الإنجليزية)
- ساداكو 3 دي على موقع فيلمافينيتي (الإسبانية)
- ساداكو 3 دي على موقع قاعدة بيانات الفيلم (الإنجليزية)
- ساداكو 3 دي على موقع ليتربوكسد (الإنجليزية)
- ساداكو 3 دي على موقع كينوبويسك (الروسية)